# Nzega (huyện)
Nzega là một huyện thuộc vùng Tabora, Tanzania. Thủ phủ của huyện Nzega đóng tại Nzega Mjini. Huyện Nzega có diện tích 6961 ki lô mét vuông. Đến thời điểm điều tra dân số ngày 25 tháng 8 năm 2002, huyện Nzega có dân số 415203 người.